# Castelnaudia hecate
Castelnaudia hecate is een keversoort uit de familie van de loopkevers (Carabidae). De wetenschappelijke naam van de soort is voor het eerst geldig gepubliceerd in 1901 door Tschitsch&#233;rine.